# Croatie aux Jeux olympiques d'hiver de 1992
Cet article contient des informations sur la participation et les résultats de la Croatie aux Jeux olympiques d'hiver de 1992 qui ont eu lieu à Albertville en France. Il s'agit de la première participation du pays en tant que nation indépendante. Auparavant, les athlètes croates participaient dans l'équipe olympique yougoslave.

## Résultats

### Ski de fond
- Siniša Vukonić
  - 10 km classique hommes : 75e place
  - 15 km poursuite hommes : 69e place
  - 50 km libre hommes : 60e place

### Ski alpin
- Vedran Pavlek
  - Super-G : pas de résultat
  - Slalom géant : pas de résultat
  - Slalom: 36e place

### Patinage artistique
- Tomislav Čižmešija
  - Individuel hommes : 28e place

- Željka Čižmešija
  - Individuel femmes : 24e place